# Кейп-Родни-Окакари-Пойнт
Кейп-Родни-Окакари-Пойнт (англ. Cape Rodney-Okakari Point Marine Reserve) — охраняемая природная территория в Новой Зеландии. Площадь заповедника 5,5 км², он расположен на побережье Северного острова.
Заповедник занимает площадь в 547 га (1350 акров) и простирается от мыса Родни до мыса Окакари на 800 м от берега. На территории заповедника находится Козий остров (Те Хавере-а-Маки), ближайший город — Ли.
Был создан в 1975 году как первый морской заповедник в Новой Зеландии.
Оклендский университет управляет Морской лабораторией Ли в заповеднике. У научных сотрудников заповедника есть необходимое оборудование для изучения жизнедеятельности морских экосистем.

## География
В морском заповеднике есть протяжённая береговая линия, в том числе скалистый мыс Кейп-Родни, белый песчаный пляж для серфинга в Пакири, а также защищённые илистые отмели и мангровые леса гавани Уангато.
Есть также валуны, песчаные пляжи, аргиллитовые террасы, галечные скалы и граувакки, обеспечивающие целый ряд мест обитания для морских животных.

## История
Те Хавере-а-Маки, также известный как Козий остров или Моту Хавере, важен для Нгати Манухири, которые прослеживают свою вакапапу до более раннего иви Вакатувенуа, который высадился с вакой Моэкакара под командованием Тахухунуиаранги. Остров назван в честь Маки, сына предка-основателя иви Манухири, который руководил завоеванием этого района в конце XVII века. Внук Манухири содержал па на острове.
Нгати Манухири имел дома и фермы в этом районе до тех пор, пока не появились первые европейцы. Они получили официальное право собственности на остров в 1901 году.
До создания заповедника на морском дне была несбалансированная экосистема, в которой доминировали кины из-за чрезмерного промысла таких видов хищников, как каменный лобстер и окунь. К 2011 году, после более чем 35 лет охраны, в заповеднике достигнуто многообразие рыбы.

## Дикая природа
В заповеднике обитает множество рыб и морских обитателей, в том числе австралийский окунь и новозеландский морской еж (кина).
Есть также леса из морских водорослей, губчатые сады, коралловый дерн, леса из водорослей и покрытые коркой морские обитатели, живущие в глубоких ручьях.
Под валунами живут актинии, крабы-валуны и щетинохвосты. В песке русла живут цикадки и морские вши. На аргиллитовых террасах и галечных скалах обитает целый ряд существ, в том числе улитки, блюдечки, хитоны, трубачи, крабы, полукрабы[кто?], креветки, морские звёзды, мелкие рыбы, морские киты, ракушки, трубчатые черви и устрицы.

## Отдых
Заповедник посещает около 200 000 человек в год.
Он используется для сноркелинга, подводного плавания и каякинга. Однако он не подходит для занятий в воде при восточно-восточном или северо-восточном ветре силой 20 узлов и более, а также при восточных или северо-восточных волнах более метра.
В заповеднике разрешены катание на каяках и лодках, а рядом с заповедником в бухте Омаха есть спуск для лодок. Лодкам разрешается плавать и ставить якоря с осторожностью, но перетаскивание якорей может нанести ущерб морской жизни. Рыбалка запрещена.
Собаки не допускаются нигде на территории заповедника, в том числе на прибрежных участках. Дайверы не должны отрываться от мелких хрупких животных, таких как гидроиды, кружевные кораллы и губки. Посетителям также не разрешается ловить рыбу, кормить рыбу или перемещать подводные камни. Находящиеся на берегу камни можно осторожно перевернуть, но их необходимо вернуть в исходное положение.
Есть прибрежная дорожка и дорожка фермы. Посетители также могут исследовать каменные бассейны во время отлива.